# Horná Krupá
Horná Krupá é um município da Eslováquia, situado no distrito de Trnava, na região de Trnava. Tem 8,65 km² de área e sua população em 2019 foi estimada em 513 habitantes.

## Demografia
| Ano:        | 1994 | 2004   | 2014   | 2024   |
| ----------- | ---- | ------ | ------ | ------ |
| Broj ljudi: | 575  | 520    | 472    | 492    |
| Razlika:    |      | -9,56% | -9,23% | +4,23% |

| Ano:               | 2023 | 2024   |
| ------------------ | ---- | ------ |
| Número de pessoas: | 498  | 492    |
| Diferença:         |      | -1,20% |